# XTE J1118+480
| XTE J1118+480                                 | XTE J1118+480                              |
| --------------------------------------------- | ------------------------------------------ |
| Position Epoche: J2000.0 Äquinoktium: J2000.0 |                                            |
| Sternbild                                     | Ursa Major                                 |
| Rektaszension                                 | 11h 18m 11s                                |
| Deklination                                   | +48° 02′,2                                 |
| Doppelstern-System                            |                                            |
| Typ                                           | Massearmer Röntgendoppelstern, SXT         |
| Entfernung                                    | ca. 6 kLj ca. 2 kpc                        |
| Umlaufperiode                                 | 0,17 d                                     |
| Scheinbare Helligkeit (V-Band)                | ca. 12,8 mag                               |
| Optische / stellare Komponente                |                                            |
| Spektralklasse                                | ca. K5 V bis M0 V                          |
| Masse                                         | ca. 0,1 bis 0,5 M☉                         |
| Kompakte Komponente                           |                                            |
| Typ                                           | Schwarzes Loch                             |
| Masse                                         | ca. 6 bis 8 M☉                             |
| Geschichte und andere Bezeichnungen           |                                            |
| Entdeckung                                    | Rossi X-ray Timing Explorer, 29. März 2000 |
| Bezeichnungen                                 | KV Ursae Majoris                           |

XTE J1118+480 ist ein Röntgendoppelsternsystem mit einem stellaren Schwarzen Loch sowie einem Begleitstern der Spektralklasse K bis M. Das System hat eine Entfernung von ca. 6200 Lichtjahren zur Erde. Es handelt sich um einen Soft X-Ray Transient (kurz: SXT), eine sehr hell leuchtende, weiche Röntgenstrahlungsquelle.
Das System zeigt quasi-periodische Oszillationen im Bereich von wenigen Hertz. Die poloidalen Magnetfelder am Schwarzen Loch beheizen ein leptonisches Plasma, wodurch eine Korona ausgebildet wird, in der ein Jet entsteht. Es wird angenommen, dass die Korona löchrig ist und auf der Akkretionsscheibe sitzt. XTE J1118+480 wurde am 29. März 2000 während eines Röntgenstrahlungsausbruches gesichtet.